# Seweryn Orzełowski

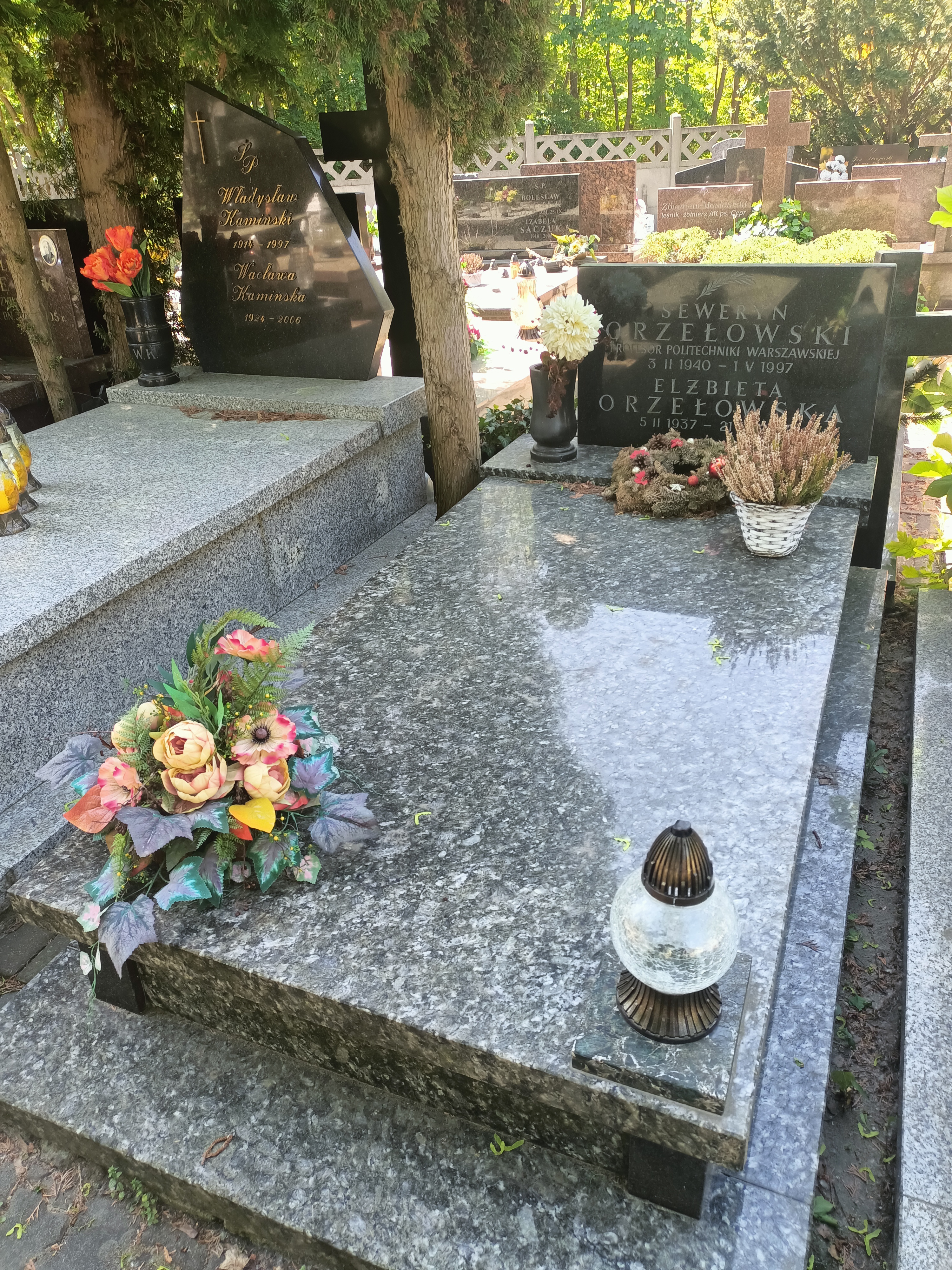
Gròb Seweryna Orzełowskiego na cmentarzu w Aleksandrowie

Seweryn Orzełowski (ur. 1940, zm. 1 maja 1997 w Warszawie) – polski uczony, specjalista w zakresie budowy i eksploatacji maszyn, profesor Wydziału Samochodów i Maszyn Roboczych Politechniki Warszawskiej. 

## Życiorys
Seweryn Orzełowski uzyskał stopień naukowy doktora habilitowanego 1 stycznia 1990 roku na podstawie rozprawy Dynamiczne obciążenia skrętne układu napędowego samochodów na Politechnice Warszawskiej. Był profesorem nadzwyczajnym Instytutu Pojazdów Wydziału Samochodów i Maszyn Roboczych PW, ponadto ekspertem Organizacji Rzeczoznawców Techniki Samochodowej i Ruchu Drogowego. Jako nauczyciel akademicki wykładał: Badania samochodów; Budowę i dynamikę samochodów. Od 19 maja 1991 roku pełnił funkcję dyrektora Instytutu Pojazdów Wydziału Samochodów i Maszyn Roboczych, po sześciu latach złożył rezygnację ze względów zdrowotnych. 
Autor wielu podręczników akademickich i szkolnych oraz publikacji naukowych i popularnonaukowych, obejmujących tematykę badań samochodów i diagnozowania poszczególnych ich zespołów.
Zmarł w 1997 roku. Został pochowany na cmentarzu parafialnym w Aleksandrowie w Warszawie.

## Publikacje
- Budowa podwozi i nadwozi samochodowych
- Naprawa i obsługa pojazdów samochodowych